# Hexatoma (Eriocera) brevioricornis
Hexatoma (Eriocera) brevioricornis is een tweevleugelige uit de familie steltmuggen (Limoniidae). De soort komt voor in het Nearctisch gebied.